# Toshi Nagai
Nagai Toshimitsu (Toshimitsu Nagai, 7 de junio de 1964) es un baterista de Japón. Nació en Miyakonojo, Prefectura de Miyazaki. Principalmente trabaja con la banda GLAY como baterista de soporte y también con el cantante japonés Kyosuke Himuro. El nombre con el que todos lo conocen es "Toshi Nagai".

## Su Carrera
- 7 de junio de 1964, nace en la Prefectura de Miyazaki, Miyakonojo.
- 1970, aprende a usar la batería bajo la influencia de su hermano.
- 1982,  se mudó a Tokio a los 18 años.
- 1983,  hace su debut profesional.
- 1989, comenzó a trabajar como baterista de Kyosuke Himuro.
- 1995, comenzó a trabajar como baterista de GLAY.

## Músicos con los que ha tocado
- 1983 ~ 1986 - Tetsuya Takeda
- 1987 - CHAGE and ASKA
- 1988 - 少年隊
- 1989 - Kyosuke Himuro
- 1991 - Saizyou Hideki
- 1993 ~ 1996 - Michiru Sasano
- 1993 ~ 1994 - GAO
- 1994 - Nagai Mariko
- 1994 - Hiro Takahashi
- 1995 - GLAY
- 1996 - Masaki Tsuzino, KYO
- 1997 - D.I.E., the Margarines
- 2001 - bandas de la asociación vecinal de Kyoto, productor
- 2002 - Project Ts　(en N.Y.)
- 2002 - 『CAPSULE COLORS』
- 2002 - LOUDOGS
- 2004 - Backyard-special
- 2005 - M.M.T.P
- 2005 - TAKUMA de
- 2005 - HIDEKI (未来)
- 2006 - Nishiyama Humiaki
- 2009 - en el álbum de BREAKERZ:『FIGHTERZ』